# Dorothy Cheney
Dorothy Bundy Cheney (født 1. september 1916, død 23. november 2014) var en amerikansk tennisspiller.